# Госслер, Карл
Карл Генрих Госслер (нем. Carl Heinrich Goßler; 17 апреля 1885, Гамбург — 9 сентября 1914, Maurupt-le-Montois) — немецкий гребец, чемпион летних Олимпийских игр 1900.

## Биография
На Играх Госслер принял участие в соревнованиях четвёрок в качестве рулевого. Он, в составе второй немецкой команды, вместе со своими братьями Густавом и Оскаром, сначала выиграл полуфинал с результатом 5:56,2, а затем один из финалов за 5:59,0.
В отличие от двух своих братьев, Карл Генрих стал не бизнесменом, а кадровым офицером. Начиная с 27 января 1907 года, Госслер был командиром взвода и лейтенантом 116-го пехотного полка «Кайзер Вильгельм» (2-й полк Великиго герцога Гессенского). Карл Генрих погиб через почти два месяца после начала Первой мировой войны.